# جاز (رواية)
جاز هي رواية تاريخية كُتبت في عام 1992 بواسطة الكاتبة الأمريكية الحائزة على جائزتي بوليتزر ونوبل، توني موريسون. يحدث الجزء الأكبر من الرواية في هارليم خلال العشرينيات، ولما كانت الرواية تستعرض الماضي الخاص بالعديد من الشخصيات، تعود الرواية إلى منتصف القرن التاسع عشر في الجنوب الأمريكي. تكوّن الرواية الجزء الثاني من ثلاثية دانتيسك التي كتبتها ماريسون عن التاريخ الأفريقي الأمريكي، والتي بدأت برواية محبوبة (1987) وانتهت برواية الفردوس (1997).

## الأسلوب الروائي والموضوعات
تعكس الرواية بتأنٍّ موسيقى عنوانها، مع العديد من الشخصيات «المرتجِلة» لتراكيب منفردة تتداخل معًا لتكوّن عملًا كاملًا. تتحول أيضًا نغمة القصة مع تلك التراكيب، من آهات موسيقى البلوز حتى القرع المتصاعد وموسيقى الراجتايم الحسية. تستعمل الرواية أيضًا أسلوب النداء والاستجابة الخاص بموسيقى الجاز، سامحةً للشخصيات باستطلاع نفس الأحداث من مناظير مختلفة.
يقدم الكتاب أيضًا «الراوي غير الموثوق» الذي يلوّن القصة عبر منظوره ومشاعره. يتحول السرد في كثير من الأحيان نحو وجهة نظر خاصة بالعديد من الشخصيات، والأجسام الجامدة حتى المبادئ. يُعتقد على نحو واسع بأن الراوي الأخير للرواية هو موريسون أو ربما الكتاب نفسه.

## الإرث
كانت جاز أحدث الأعمال المنشورة لموريسون عندما حصلت على جائزة نوبل للأدب في 1993. في الرواية، «تستخدم موريسون جهازًا شبيهًا بالطريقة التي يُعزف بها الجاز نفسه… والنتيجة هي صورة معقدة بغزارة ومنقولة حسيًا للأحداث والشخصيات والحالات المزاجية».

## الشخصيات
تتميز رواية جاز ببنية شخصية معقدة تعكس التمزقات الداخلية والروابط التاريخية التي تربط الأفراد بتجربة الأمريكيين من أصل أفريقي في القرن العشرين. لا تُقدَّم الشخصيات كأفراد مستقلين فقط، بل ككائنات متأثرة بالبنى الاجتماعية والتاريخية والجغرافية، حيث تتحرك في فضاءٍ محكوم بمخلفات العبودية، والهجرة، والعنصرية البنيوية.
جو تريس هو بائع متجول لمستحضرات التجميل في منتصف العمر، يتورط بعلاقة مع فتاة مراهقة تُدعى دوركاس، ثم يُطلق النار عليها في لحظة مأساوية أثناء حفلة. تُمثل شخصية جو نموذج الرجل الأسود الذي يعيش اضطراب الهوية الناتج عن فقدان الجذور، لا سيما بعد أن نشأ دون معرفة والديه وتعرّض لتجارب الطرد والتخلي منذ طفولته. يعتبره بعض النقاد تمثيلًا لـ"الذكر المُشوَّه نفسيًا في المدينة الحديثة، الذي لا يجد لنفسه مكانًا مستقرًا في التاريخ أو في الحاضر."
فيوليت تريس، زوجة جو، تُعاني من اضطرابات نفسية وعاطفية عميقة. سلوكها يتراوح بين الانهيار والتمرد، وتظهر في إحدى اللحظات وهي تقتحم جنازة دوركاس وتحاول تشويه جثمانها. فيوليت ليست مجرد زوجة غيورة، بل ضحية تراكمات طويلة من الكبت، والخسارة، والصمت، وهي بذلك تجسّد حالة الأنثى السوداء التي تتحرك بين الألم والتجدد. تطورها في الرواية – خصوصًا من خلال علاقتها الإنسانية مع أليس مانفريد – يُقرأ كرمز لإمكانية التعافي والمصالحة بين الذات والمجتمع.
دوركاس، المراهقة التي كانت على علاقة بجو، تظهر كشخصية مركبة تجمع بين الطيش والرغبة في التحرر، والرقة والبراءة في آنٍ معًا. موتها المأساوي في مشهد خافت تختار فيه ألا تستغيث، يُحمّلها رمزًا للخذلان والصمت الأنثوي في وجه العنف الذكوري. يرى بعض النقاد أن دوركاس تمثل "انفصال الجيل الجديد عن القيم الأخلاقية لأجداده، مع سعيه نحو الحرية الفردية بأي ثمن".
أليس مانفريد، عمة دوركاس ووصيّتها، امرأة متدينة تنتمي إلى الجيل المحافظ الذي جاء إلى الشمال هربًا من قمع الجنوب. رغم صرامتها الأخلاقية، تخضع أليس لتحوّل عاطفي عميق بعد مقتل ابنة أخيها، وتدخل في صداقة نادرة مع فيوليت. هذا التحوّل يُجسّد قدرة النساء على بناء تضامن عاطفي يتجاوز الصدمة والانقسام الثقافي.
غولدين غري هو رجل مختلط العرق من القرن التاسع عشر، يظهر في القسم الخلفي من الرواية، ويؤثر في تشكيل هوية كل من جو وفيوليت. يمثل غولدين التوتر بين الهوية البيضاء والسوداء في مرحلة ما بعد العبودية، ويُستخدم سرديًا كجسر يربط بين الماضي والحاضر. تظهر من خلاله تيمة "العبور" التي كثيرًا ما تستعملها موريسون لتمثيل الهويات غير المستقرة.

## الاستقبال النقدي
عند صدورها عام 1992، تلقت رواية جاز استقبالًا نقديًا متباينًا. أشاد كثير من النقاد بأسلوب توني موريسون الفني الطموح، الذي يعكس روح موسيقى الجاز في تركيب النص، بينما رأى آخرون أن الرواية تفتقر إلى التأثير العاطفي القوي الذي تميزت به روايتها السابقة محبوبة (1987).
وصفت الناقدة الأدبية ميتشيكو كاكوتاني في صحيفة نيويورك تايمز الرواية بأنها «عمل مشحون عاطفيًا يعكس تقنيات موسيقى الجاز في بنيته السردية»، وأضافت أن موريسون «تتلاعب بالصوت والزمن والهوية كما يتلاعب الموسيقيون بالإيقاع والنغمة».
كما أشاد الناقد هارولد بلوم بالرواية واعتبرها «ذروة النضج الفني» لدى موريسون، وقال إنها تدمج تقنيات ما بعد الحداثة بمحتوى إنساني عميق، مما يجعلها مثالًا بارزًا على الأدب الأمريكي الأفريقي الحديث.
وبعد عام واحد من صدورها، حصلت موريسون على جائزة نوبل في الأدب عام 1993، واعتُبرت جاز أحد أبرز أعمالها في ذلك الوقت، وساهمت في تعزيز مكانتها ككاتبة رائدة عالميًا.
وفي الدراسات الأكاديمية اللاحقة، تناول الباحثون الرواية من زوايا متعددة شملت بنيتها الموسيقية، وتمثيلاتها للهوية العرقية، والذاكرة الجمعية، ويُنظر إليها اليوم كأحد أبرز نماذج الأدب الأمريكي الأفريقي في القرن العشرين.

## انظر أيظا
- محبوبة
- نشيد سليمان،
- طفل القطران